# 大翔鵬清洋
大翔鵬 清洋（だいしょうほう きよひろ、1994年8月28日 - ）は、モンゴル国ウランバートル市出身で、追手風部屋所属の現役大相撲力士。本名はチミデレゲゼン・シジルバヤル（モンゴル語キリル文字表記：Чимэдрэгзэнгийн Шижирбаяр）。身長185.0cm、体重191.0kg。得意手は右四つ・寄り。最高位は西前頭9枚目（2019年7月場所）。目標とする力士は朝青龍、好きなYouTuberは人気ゲーム実況者の「もこう」である。

## 来歴

### 大相撲入門前
モンゴルの首都であるウランバートルでシジルバヤル少年は幼少期を過ごした。小学校4年生までは勉強に打ち込み、クラスを振り分ける試験にも合格して5年生からは特進クラスに入れることになっていた。しかし、この頃母親が日本への留学を志して既に単身来日していたこともあり、シジルバヤルも父親と一緒に日本へ引っ越すことになり、柏市立柏第二小学校に転校した。来日当初は日本語に不自由したが、3ヶ月ほどで日本語を話せるようになり、今では流暢に話すことができる。
初めて相撲を取ったのは小学校4年生の時であり、学校対抗で開催された柏市の大会に駆り出され、敗れはしたものの柏市相撲スポーツ少年団にスカウトを受けて相撲を始めることになった。柏市立豊四季中学校に入学した頃は、モンゴルには存在せず物珍しいという理由で野球にも興味を示し、野球部に入部したものの、「プロになれるわけではなく、楽しいだけで終わってしまう」という理由で退部し、再び相撲の稽古を始めると、野球で体が鍛えられたために以前は勝てなかった相手と五分に渡り合えるようになっていた。また、父親と千昇が知人という関係から、大相撲の式秀部屋で稽古を積んだこともあるが、中学生ながら既に序二段力士と対等に渡り合っていたという。
中学校を卒業した後は、千葉県でも屈指の強豪相撲部を擁する千葉県立流山南高等学校に進学。高校の同期には阿炎（本名：堀切洸助）がいた。1年次に出場した千葉県の新人戦では団体メンバーとして高校を19年ぶりの優勝に導き、個人戦でも優勝（2位は阿炎）の成績を残した。2年次には全国高校相撲選抜大会で鳥取城北のアルタンホヤグ・イチンノロブ（後の逸ノ城）と決勝戦で対戦して敗れ、準優勝などの実績はあるが、全国大会で優勝したことは無かった。しかし、当時阿炎と共に出稽古した明治大学相撲部では、大学生を凌駕するほどの実力を発揮していたという。なお、この頃は学業でもクラスでトップクラスの成績であったという。

### 入門後
高校卒業後は以前から声をかけてもらっていたという追手風部屋に入門し、2013年3月場所で初土俵を踏んだ。大翔鵬の四股名の由来は、師匠・追手風の現役時代の四股名である「大翔山」から「大翔」を、同郷出身で一門の先輩となった横綱白鵬から「鵬」 を取ったものである。なお、1990年代に師匠の弟弟子で小結を務めた同じ読みの「大翔鳳」がいたが、これについては字が違うためそのままとなった。入門同期生には同部屋の遠藤らがいる。前相撲は一番出世で、初めて番付に載った同年5月場所は序ノ口でこの場所優勝の新栄山に敗れただけの6勝1敗。続く7月場所は序二段で7戦全勝優勝し、三段目は3場所で突破。2014年3月場所で初めて幕下に昇進して以降はその地位に定着し、横綱・鶴竜の付け人に付いた。2015年3月場所では初めて、関取昇進の可能性がある幕下15枚目以内の番付まで昇格しているが、3勝4敗と負け越した。同年7月場所で幕下1桁台の番付に昇進して以降は、その地位に定着し、関取昇進を目指すも目前の地位で負け越して逃したこともあった。2016年9月場所では自己最高位の西幕下筆頭の地位で5勝2敗と勝ち越したことで、場所後の番付編成会議で翌11月場所での新十両昇進が決定した。十両昇進に際しては、鶴竜の横綱土俵入りの従者を務めたいという目標を掲げた。

### 新十両昇進後
新十両となった2016年11月場所は、十両の壁に阻まれて5勝10敗の大敗を喫して、1場所で幕下に逆戻りとなった。奇しくも、同部屋の弟弟子である大奄美がこの時に新十両昇進を決めており、立場が逆転する形となってしまった。幕下に落ちた2017年1月場所も負け越して一時は西幕下7枚目まで番付を下げた。この年は2度負け越したが、7月場所から3場所連続で勝ち越し、11月場所後の番付編成会議で、2018年1月場所からの十両復帰が決まった。西十両13枚目で迎えた2018年1月場所は、9勝6敗と十両で初めて勝ち越した。以前はここ一番で極度に緊張していたが、この場所でそのようなことが無くなったため勝ち越せたのだと、2018年3月場所前の記事の寸評では書かれている。2018年は6場所全て勝ち越し、年が明けた2019年1月場所は、西十両筆頭の地位で7勝7敗で迎えた千秋楽で同じく7勝7敗の旭大星を寄り切って勝ち越しを決めた。2019年3月場所に新入幕を果たすも、この場所は序盤から黒星が常に先行し、14日目の竜電戦で負け越しが決まった。それでも千秋楽に矢後に上手投げで勝って7勝8敗とし、幕内残留に望みを残した。東前頭16枚目に据え置かれた5月場所は、4日目までは1勝3敗と不振だったが、5日目から5連勝。その後も白星を積み重ね、13日目に松鳳山を叩き込んで幕内では初の勝ち越しを決め、14日目も三役経験十分の栃煌山を豪快な左上手投げで降し、9勝目を挙げる。千秋楽は同じく9勝5敗の明生との対戦に2桁勝利を懸けたが、敗れて2桁勝利を逃し、9勝6敗だった。翌7月場所は番付運に恵まれ、6枚半上昇の西前頭9枚目で迎えた。自己最高位の場所だったが、初日から3連敗といきなり躓き、最終的に6勝9敗と負け越したが、本人は「（腰が痛かったので）今場所は4番勝てればいいと思っていたので、十分です。勝ちたいという欲もないし」と半ば満足しているとも取れるコメントを残した。9月場所は4枚下降の西前頭12枚目で迎えたが、腰痛の影響か初日から6連敗を喫するなど場所を通して不振で、5勝10敗に終わった。西前頭16枚目で迎えた2019年11月場所11日目の炎鵬戦では明らかなKO狙いのアッパーカットのような張り手を連発し、これにはNHK大相撲解説の北の富士も中日スポーツの自身のコラムで「こんな汚い張り手は見たことがない。（体重が）自分の半分にも満たない炎鵬がそれほど怖いのか。とても将来性のある力士が取る相撲ではない」と痛烈に非難していた（勝負は寄り切りで炎鵬の勝ち）。この場所は先場所に続いて初日から3連敗を喫するなどまたしても絶不調に陥り、10日目に負け越し。結局3勝12敗の大敗に終わって来場所は十両からの出直しとなった。その後は腰痛の影響などで再度幕下に逆戻りした。2022年7月場所10日目の天空海戦では、立合いを鼻で受けて鼻血が大量に噴出し、顔は血まみれ、土俵は土と土と混じって赤黒色の固まりができる事態となった。「鼻血待った」の後、取組は寄り切りで白星。翌9月場所は5日目の荒篤山戦で髷を掴んで反則負け、中日の北の若戦でつきひざで敗れる不運にも見舞われ、この場所を7勝8敗で終えた。
西十両6枚目で迎えた2023年1月場所では、3勝2敗で迎えた6日目から7連勝するなど好調で、11日目には同場所勝ちっ放しであった元大関の朝乃山に同場所唯一の黒星を付ける活躍を見せ、最終的に12勝3敗の好成績で場所を終える。3月場所で、2019年11月場所以来19場所ぶりとなる幕内復帰を果たした。2024年9月場所は6勝9敗で、11月場所は番付運に恵まれて半枚降下に留まった。11月場所は西十両9枚目で4勝11敗と番付運次第で幕下陥落も有り得たが、2025年1月場所は西十両14枚目に踏みとどまった。しかし同場所は初日から7連敗、中日に島津海に勝ったものの9日目から千秋楽まで再び7連敗し1勝14敗となり、同年3月場所より幕下に陥落した。

## エピソード
- 好きなアーティストはエド・シーラン[19]。
- 好きなYouTuberはもこう、東海オンエア[19]。
  - 2022年1月にもこう本人がTwitter上で「このお相撲さんを応援していく」と大翔鵬を認知している様子を示した[20]。
- 好物は肉[19]。
- 趣味は実況パワフルプロ野球[19]。

## 主な成績
2025年7月場所終了現在

### 通算成績
- 通算成績：408勝421敗2休（74場所）
- 幕内成績：53勝82敗（9場所）

### 各段優勝
- 序二段優勝：1回（2013年7月場所）

### 場所別成績
| | 一月場所 初場所（東京） | 三月場所 春場所（大阪） | 五月場所 夏場所（東京） | 七月場所 名古屋場所（愛知） | 九月場所 秋場所（東京） | 十一月場所 九州場所（福岡） |
| --- | ----------------------- | ----------------------- | ----------------------- | --------------------------- | ----------------------- | --------------------------- |
| 2013年 （平成25年） | x                       | （前相撲）              | 西序ノ口5枚目 6–1       | 東序二段26枚目 優勝 7–0     | 西三段目33枚目 2–5      | 東三段目58枚目 6–1          |
| 2014年 （平成26年） | 東三段目5枚目 5–2       | 西幕下44枚目 5–2        | 西幕下31枚目 4–3        | 西幕下24枚目 4–3            | 西幕下18枚目 3–4        | 西幕下23枚目 4–3            |
| 2015年 （平成27年） | 東幕下18枚目 5–2        | 西幕下10枚目 3–4        | 東幕下18枚目 5–2        | 東幕下9枚目 5–2             | 西幕下4枚目 4–3         | 西幕下2枚目 3–4             |
| 2016年 （平成28年） | 西幕下5枚目 4–3         | 東幕下3枚目 3–4         | 西幕下7枚目 4–3         | 東幕下4枚目 4–3             | 西幕下筆頭 5–2          | 東十両12枚目 5–10           |
| 2017年 （平成29年） | 東幕下4枚目 3–4         | 西幕下7枚目 5–2         | 東幕下4枚目 3–4         | 西幕下7枚目 4–3             | 東幕下5枚目 5–2         | 東幕下3枚目 5–2             |
| 2018年 （平成30年） | 西十両13枚目 9–6        | 西十両9枚目 9–6         | 西十両6枚目 8–7         | 東十両5枚目 8–7             | 東十両3枚目 8–7         | 東十両2枚目 8–7             |
| 2019年 （平成31年 /令和元年） | 西十両筆頭 8–7          | 東前頭16枚目 7–8        | 東前頭16枚目 9–6        | 西前頭9枚目 6–9             | 西前頭12枚目 5–10       | 西前頭15枚目 3–12           |
| 2020年 （令和2年） | 西十両5枚目 9–6         | 西十両3枚目 4–11        | 感染症拡大 により中止   | 東十両10枚目 6–9            | 西十両12枚目 6–9        | 東幕下筆頭 3–4              |
| 2021年 （令和3年） | 東幕下4枚目 4–3         | 西幕下2枚目 5–2         | 東十両13枚目 8–7        | 東十両12枚目 6–9            | 西十両14枚目 11–4       | 西十両7枚目 7–8             |
| 2022年 （令和4年） | 西十両7枚目 6–9         | 東十両9枚目 10–5        | 西十両5枚目 9–6         | 西十両3枚目 4–9–2           | 西十両8枚目 7–8         | 西十両9枚目 8–7             |
| 2023年 （令和5年） | 西十両6枚目 12–3        | 東前頭13枚目 8–7        | 西前頭11枚目 6–9        | 東前頭14枚目 6–9            | 東前頭17枚目 3–12       | 東十両7枚目 5–10            |
| 2024年 （令和6年） | 西十両9枚目 9–6         | 西十両7枚目 10–5        | 西十両2枚目 5–10        | 東十両4枚目 5–10            | 東十両9枚目 6–9         | 西十両9枚目 4–11            |
| 2025年 （令和7年） | 西十両14枚目 1–14       | 西幕下7枚目 4–3         | 東幕下6枚目 1–6         | 西幕下26枚目 1–6            | x                       | x                           |
| 各欄の数字は、「勝ち-負け-休場」を示す。 優勝 引退 休場 十両 幕下 三賞：敢=敢闘賞、殊=殊勲賞、技=技能賞 その他：★=金星 番付階級：幕内 - 十両 - 幕下 - 三段目 - 序二段 - 序ノ口 幕内序列：横綱 - 大関 - 関脇 - 小結 - 前頭（「#数字」は各位内の序列） |                         |                         |                         |                             |                         |                             |

## 合い口
2025年7月場所終了現在
（以下は最高位が横綱・大関の現役力士）
- 元大関・髙安には1勝。髙安の大関陥落後の対戦成績である。
- 元大関・正代には2敗。正代の大関昇進前と陥落後の対戦成績である。

### 幕内対戦成績
| 力士名   | 勝数 | 負数 | 力士名   | 勝数 | 負数 | 力士名   | 勝数 | 負数 | 力士名   | 勝数 | 負数 |
| -------- | ---- | ---- | -------- | ---- | ---- | -------- | ---- | ---- | -------- | ---- | ---- |
| 碧山     | 2    | 1    | 東龍     | 1    | 1    | 熱海富士 | 0    | 1    | 勢       | 1    | 0    |
| 石浦     | 2    | 1    | 一山本   | 1    | 0    | 宇良     | 0    | 2    | 炎鵬     | 0    | 4    |
| 阿武咲   | 0    | 3    | 王鵬     | 0    | 1    | 隠岐の海 | 1    | 0    | 輝       | 2    | 5    |
| 金峰山   | 2    | 0    | 豪ノ山   | 0    | 1    | 琴恵光   | 2    | 6    | 琴勝峰   | 0    | 2    |
| 琴勇輝   | 0    | 1    | 佐田の海 | 1    | 3    | 志摩ノ海 | 1    | 2    | 正代     | 0    | 2    |
| 湘南乃海 | 0    | 1    | 松鳳山   | 2    | 1    | 貴源治   | 1    | 1    | 隆の勝   | 1    | 3    |
| 髙安     | 1    | 0    | 宝富士   | 2    | 4    | 玉鷲     | 0    | 1    | 千代翔馬 | 2    | 4    |
| 千代大龍 | 2    | 1    | 千代丸   | 2    | 1    | 照強     | 3    | 1    | 德勝龍   | 1    | 0    |
| 栃煌山   | 3    | 0    | 友風     | 1    | 0    | 豊ノ島   | 1    | 1    | 錦木     | 1    | 2    |
| 錦富士   | 1    | 1    | 伯桜鵬   | 1    | 0    | 平戸海   | 2    | 1    | 武将山   | 1    | 1    |
| 北青鵬   | 1    | 2    | 水戸龍   | 2    | 0    | 翠富士   | 0    | 1    | 妙義龍   | 0    | 4    |
| 明生     | 0    | 2    | 矢後     | 2    | 1    | 豊山     | 0    | 3    | 嘉風     | 0    | 1    |
| 竜電     | 1    | 2    | 若隆景   | 0    | 1    |          |      |      |          |      |      |

## 改名歴
- 大翔鵬 清洋（だいしょうほう きよひろ）2013年3月場所 -